# Veronella
Veronella est une commune italienne de la province de Vérone dans la région Vénétie en Italie. Dans l'Antiquité, elle était dénommée Cucca.

## Administration
| Période                                  | Période | Identité | Étiquette | Qualité |
| ---------------------------------------- | ------- | -------- | --------- | ------- |
|                                          |         |          |           |         |
| Les données manquantes sont à compléter. |         |          |           |         |

### Hameaux
San Gregorio

### Communes limitrophes
Albaredo d'Adige, Arcole (Italie), Belfiore, Bonavigo, Cologna Veneta, Minerbe, Pressana, Zimella